# Grand steward d'Écosse
Grand steward (ou grand-steward) d'Écosse (en anglais : Great Steward of Scotland ou High Steward of Scotland) est une fonction honorifique et héréditaire écossaise correspondant à celle de grand-sénéchal ou intendant. 

## Histoire
Ce titre fut porté pour la première fois par sir Walter Fitzalan, lieutenant du roi David Ier d'Écosse, au XIIe siècle. C'est pourquoi la maison Stuart porte aujourd'hui ce patronyme.
En 1371, le 7e grand-steward devint roi d'Écosse sous le nom Robert II. Dès lors, le titre fut associé à celui de duc de Rothesay, porté par l'héritier au trône du royaume d'Écosse.
Le roi Jacques VI d'Écosse devint Jacques Ier d'Angleterre en 1603. Ainsi, les titres de duc de Rothesay et grand-steward passèrent aux monarques d'Angleterre et à leurs héritiers, les princes de Galles. Il est désormais indissociable du titre de prince d'Écosse, ce qui explique que son titulaire est parfois désigné en tant que prince et grand-steward d'Écosse.

## Première création (1150)
| Portrait | Nom               | Monarque                                         | Naissance   | Devient Grand steward | Cesse d'être Grand steward                               | Mort                      | Armoiries |
| -------- | ----------------- | ------------------------------------------------ | ----------- | --------------------- | -------------------------------------------------------- | ------------------------- | --------- |
|          | Walter Fitzalan   | David Ier Malcolm IV Guillaume Ier               | c. 1110     | c. 1150               | 1177 son décès                                           | 1177 son décès            |           |
|          | Alan Fitzalan     | Guillaume Ier                                    | 1140        | 1177                  | 1204 son décès                                           | 1204 son décès            |           |
|          | Walter Stewart    | Guillaume Ier Alexandre II                       | c. 1198     | 1204                  | 1246 son décès                                           | 1246 son décès            |           |
|          | Alexander Stewart | Alexandre II Alexandre III                       | 1214        | 1246                  | 1283 son décès                                           | 1283 son décès            |           |
|          | James Stewart     | Alexandre III Marguerite Ire Jean Ier Robert Ier | c. 1260     | 1283                  | 16 juillet 1309 son décès                                | 16 juillet 1309 son décès |           |
|          | Walter Stewart    | Robert Ier                                       | c. 1296     | 16 juillet 1309       | 9 avril 1327 son décès                                   | 9 avril 1327 son décès    |           |
|          | Robert Stewart    | Robert Ier David II                              | 2 mars 1316 | 9 avril 1327          | 22 février 1371 accède au trône sous le nom de Robert II | 19 avril 1390             |           |

## Seconde création (1398)

### Maison Stuart
| Portrait | Nom                     | Monarque    | Naissance        | Devient héritier | Créé Grand steward | Cesse d'être Grand steward                                | Mort                      | Armoiries |
| -------- | ----------------------- | ----------- | ---------------- | ---------------- | ------------------ | --------------------------------------------------------- | ------------------------- | --------- |
|          | David Stuart            | Robert III  | 24 octobre 1378  | 19 avril 1390    | 28 avril 1398      | 26 mars 1402 son décès                                    | 26 mars 1402 son décès    |           |
|          | Jacques Stuart          | Robert III  | 25 juillet 1394  | 26 mars 1402     | 26 mars 1402       | 4 avril 1406 accède au trône sous le nom de Jacques Ier   | 21 février 1437           |           |
|          | Alexandre Stuart        | Jacques Ier | 16 octobre 1430  | 16 octobre 1430  | 16 octobre 1430    | c. 1430 son décès                                         | c. 1430 son décès         |           |
|          | Jacques Stuart          | Jacques Ier | 16 octobre 1430  | c. 1430          | c. 1430            | 21 février 1437 accède au trône sous le nom de Jacques II | 3 août 1460               |           |
|          | Jacques Stuart          | Jacques II  | 10 juillet 1451  | 10 juillet 1451  | 10 juillet 1451    | 3 août 1460 accède au trône sous le nom de Jacques III    | 11 juin 1488              |           |
|          | Jacques Stuart          | Jacques III | 17 mars 1473     | 17 mars 1473     | 17 mars 1473       | 11 juin 1488 accède au trône sous le nom de Jacques IV    | 9 septembre 1513          |           |
|          | Jacques Stuart          | Jacques IV  | 21 février 1507  | 21 février 1507  | 21 février 1507    | 27 février 1508 son décès                                 | 27 février 1508 son décès |           |
|          | Arthur Stuart           | Jacques IV  | 21 octobre 1509  | 21 octobre 1509  | 21 octobre 1509    | 14 juillet 1510 son décès                                 | 14 juillet 1510 son décès |           |
|          | Jacques Stuart          | Jacques IV  | 10 avril 1512    | 10 avril 1512    | 10 avril 1512      | 9 septembre 1513 accède au trône sous le nom de Jacques V | 14 décembre 1542          |           |
|          | Jacques Stuart          | Jacques V   | 22 mai 1540      | 22 mai 1540      | 22 mai 1540        | 21 avril 1541 son décès                                   | 21 avril 1541 son décès   |           |
|          | Jacques Stuart          | Marie Ire   | 19 juin 1566     | 19 juin 1566     | 19 juin 1566       | 24 juillet 1567 accède au trône sous le nom de Jacques VI | 27 mars 1625              |           |
|          | Henri-Frédéric Stuart   | Jacques VI  | 19 février 1594  | 19 février 1594  | 19 février 1594    | 6 novembre 1612 son décès                                 | 6 novembre 1612 son décès |           |
|          | Charles Stuart          | Jacques VI  | 19 novembre 1600 | 6 novembre 1612  | 6 novembre 1612    | 27 mars 1625 accède au trône sous le nom de Charles Ier   | 30 janvier 1649           |           |
|          | Charles Stuart          | Charles Ier | 29 mai 1630      | 29 mai 1630      | 29 mai 1630        | 30 janvier 1649 accède au trône sous le nom de Charles II | 6 février 1685            |           |
|          | Jacques François Stuart | Jacques VII | 20 juin 1688     | 20 juin 1688     | 20 juin 1688       | 2 mars 1702 titre confisqué                               | 1er janvier 1766          |           |

### Maison de Hanovre
| Portrait | Nom                       | Monarque   | Naissance        | Devient héritier | Créé Grand steward | Cesse d'être Grand steward                               | Mort                   | Armoiries |
| -------- | ------------------------- | ---------- | ---------------- | ---------------- | ------------------ | -------------------------------------------------------- | ---------------------- | --------- |
|          | George Auguste de Hanovre | George Ier | 10 novembre 1683 | 1er août 1714    | 1er août 1714      | 11 juin 1727 accède au trône sous le nom de George II    | 25 octobre 1760        |           |
|          | Frédéric Louis de Hanovre | George II  | 1er février 1707 | 11 juin 1727     | 11 juin 1727       | 31 mars 1751 son décès                                   | 31 mars 1751 son décès |           |
|          | George Auguste de Hanovre | George III | 12 août 1762     | 12 août 1762     | 12 août 1762       | 29 janvier 1820 accède au trône sous le nom de George IV | 26 juin 1830           |           |

### Maison de Saxe-Cobourg-Gothapuisde Windsor[2]
| Portrait | Nom                                  | Monarque     | Naissance        | Devient héritier | Créé Grand steward | Cesse d'être Grand steward                                  | Mort            | Armoiries |
| -------- | ------------------------------------ | ------------ | ---------------- | ---------------- | ------------------ | ----------------------------------------------------------- | --------------- | --------- |
|          | Albert Édouard de Saxe-Cobourg-Gotha | Victoria     | 9 novembre 1841  | 9 novembre 1841  | 9 novembre 1841    | 22 janvier 1901 accède au trône sous le nom d'Édouard VII   | 6 mai 1910      |           |
|          | George de Saxe-Cobourg-Gotha         | Édouard VII  | 3 juin 1865      | 22 janvier 1901  | 22 janvier 1901    | 6 mai 1910 accède au trône sous le nom de George V          | 20 janvier 1936 |           |
|          | Édouard Windsor                      | George V     | 23 juin 1894     | 6 mai 1910       | 6 mai 1910         | 20 janvier 1936 accède au trône sous le nom d'Édouard VIII  | 28 mai 1972     |           |
|          | Charles Windsor                      | Élisabeth II | 14 novembre 1948 | 6 février 1952   | 6 février 1952     | 8 septembre 2022 accède au trône sous le nom de Charles III | -               |           |
|          | William Windsor                      | Charles III  | 21 juin 1982     | 8 septembre 2022 | 8 septembre 2022   | en fonction                                                 | en fonction     |           |